# Дім дракона (3-й сезон)
Третій сезон американського фантастичного телесеріалу Дім дракона був замовлений у червні 2024 року, напередодні прем'єри другого сезону. У ньому продовжиться розповідь про Танок драконів — громадянську війну в королівстві Вестерос. Зйомки сезону заплановано на 2025 рік.

## Сюжет
Сценарій «Дому дракона» оснований на книзі американського фантаста Джорджа Мартіна «Вогонь і кров». Події розгортаються на вигаданому континенті Вестерос під час громадянської війни, відомої як Танок драконів. У першому сезоні серіалу показані витоки конфлікту, у другому зображено початок його активної частини, масштабних та кровопролитних бойових дій за участю драконів, які продовжаться у третьому сезоні. Відомо, зокрема, що на початку третього сезону флоти «чорних» і «зелених» зійдуться в битві біля проливу Глотка. Згідно з однією з фанатських теорій, дія сезону починається відразу після коронації Рейніри Таргарієн (ставлениці «чорних»). При цьому третій сезон не стане останнім: буде знятий ще, як мінімум, один.

## Виробництво та реліз
Перші відомості про роботу авторів «Дому дракона» над третім сезоном з'явилися у грудні 2023 року, коли другий сезон проходив стадію постпродакшену. Джордж Мартін розповів, що впродовж двох днів обговорював ідеї для третього та четвертого сезонів із шоуранером Раяном Кондалом та його сценаристами — Сарою Гесс, Ті Міккель, Девідом Генкоком та Філіппою Гослетт. «Не хочеться поспішати із закінченням, — написав він у своєму блозі, — але й немає бажання зволікати. Хочеться знайти дуже приємне місце для виходу, яке зв'яже достатньо підвішених кінців, інші ж навмисно залишить відкритими. Тому що, як ми знаємо, ця історія триватиме ще 150 років до Данерис».
13 червня 2024 року, напередодні прем'єри другого сезону, HBO офіційно продовжило «Дім дракона» на третій сезон.